# Craspedolepta pilosa
Craspedolepta pilosa är en insektsart som först beskrevs av Oshanin 1870.  Craspedolepta pilosa ingår i släktet Craspedolepta och familjen rundbladloppor. Inga underarter finns listade i Catalogue of Life.